# 水部
水部（すいぶ）は、漢字を部首により分類したグループの一つ。
康煕字典214部首では85番目に置かれる（4画の25番目、巳集の最初）。日本での通称はみず・さんずい・したみず。

## 概要

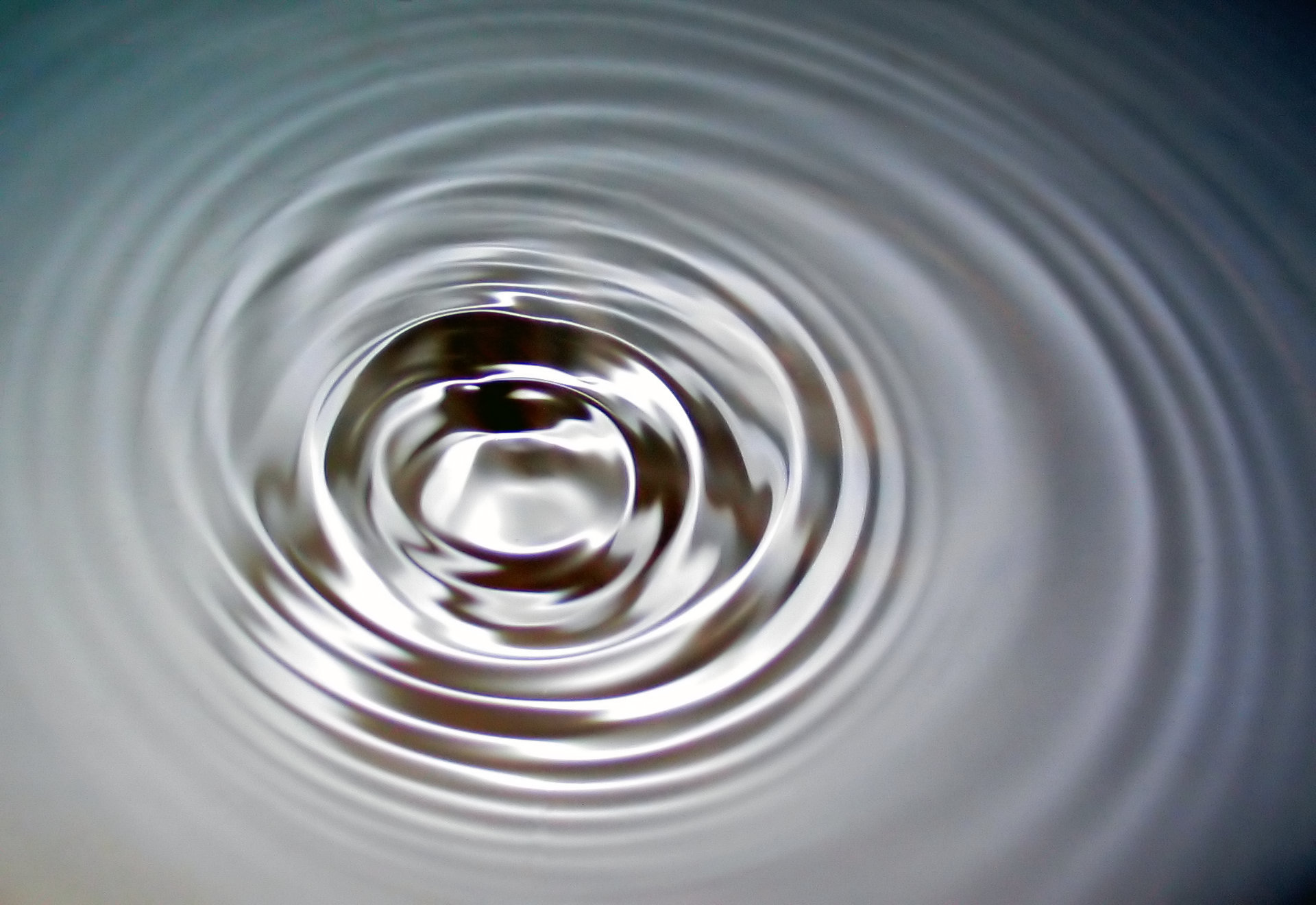

「水」の字はみずを意味し、河川などの水の流れる形に象る。
『説文解字』では五行説に基づいて北方を司る元素として微かな陽気がある様子に象るという。
偏旁の意符としては水や河川・液体に関することを示す。偏では「氵」（さんずい）の形、脚では「氺」（したみず）の形になる。
また異体字も多いのも特徴で、部分を変えた異体字（涙と泪、淵と渕など）、表外字の拡張新字体（淵と渊、濤と涛、灌と潅など）、他の部首の異体字（冰（冫部）と氷（日本では「氷」を正字とする）、闊（門部）と濶など）など多様にわたる。 
水部は上記のような意符を構成要素に持つ漢字を収める。また、永・泉・求のような、楷書字形において「水」「氺」の筆画を含む象形文字も、文字整理上から現在水部に収められており、永・泉は『説文解字』では独立した部首であった。

なお、現代中国語では、元素のうち常温常圧で液体である臭素、水銀についてはそれぞれ「溴」、「汞」とし、いずれも水部に属する漢字をあてている。

## 部首の通称
- 日本：みず・さんずい・したみず
- 韓国：물수부 (mul su bu、みずの水部)・삼수변（sam su byeon、三水偏）
- 英米：Water radical

## 部首字
水
- 広韻 - 式軌切、旨韻
- 詩韻 - 紙韻、上声
- 三十六字母 - 審母三等
- 日本語 - 音：スイ（漢音・呉音） 訓：みず（みづ）
- 中国語 - ピンイン：shuǐ 注音：ㄕㄨㄟˇ ウェード式：shui 3
- 朝鮮語 - 訓音：물（mul、みず） 수(su)

甲骨文
金文
大篆
小篆

## 例字
「*印」は拡張新字体を示す。
水・𣱱 
- 01画…永・氷、4画…泉、6画…淼・㴇、11画…漿、12画…㵘

氺
- 02画…求・𣱹、5画…泰、6画…𣳾、7画…𣷚

氵
- 02画…汁・汀・氾・𣱿
- 03画…汚・汗・江・汝・汐・池・汎
- 04画…汽・汲（汲3*）・決・沙・沁・汰・沖・沈・沌・泛・沒（没）・沐・沃・𣲧
- 05画…泳・沿・河・泣・況・沽・治・沼・泄・注・泥・波・泊・泌・沸・法・泡（泡）・沫・油
- 06画…洩・活・洫・洪・洽・洒・洲・津・洗・洞・派・洋
- 07画…浣・海（海6）・浩・浚・浸・涕・浮・浦・涌・浴・流・涎・浪・涉（渉8）
- 08画…淨（浄6）・淺（浅6）・淚（涙7）・淫（淫*）・液・淹・涯・渇・涵・涸・混・淑・淳・深・淸（清）・淡・添・淀・淘・涼・淋・淪・淮・渕
- 09画…渥・淵・渚（渚8）・渦・渠・減・湖・港（港）・渾・滋・測・渡・湯・渺・渤・游・湧
- 10画…滑・溫（温8）・溪（渓8）・源・溝・滓・準・溯・滄・滌・溺・滔・漠・溥・滅・溶・溜
- 11画…漢（漢10）・滿（満9）・滯（滞10）・演・漁・滸・漆・滲・漸・漱・漕・漲・漬・滴・漂・漫・滷・漏・漉
- 12画…澁（渋8）・潰・漑・潟・潔・潤・潛（潜）・潮・澄・潑（溌9*）
- 13画…澤（沢4）・激・濁・澹・澱・濃
- 14画…濠・濡・濯（濯）・濤（涛7*）・濘・濱（浜7）・濟（済8）・濕（湿9）
- 15画…瀉・瀆（涜7*）・濫・濾
- 16画…瀬・瀞（瀞14*）・瀕（瀕17*）・瀝・瀧（滝10）
- 17画…灌（潅11*）・瀰
- 19画…灘（灘18*）
- 22画…灣（湾9）
- 23画…𤅳・𤅴
- 30画…𤆀
  - 変型…𣶒・𣹹

### 最大画数
- 𤆁

## その他
- 「サンズイ」は警察用語で汚職事件のことを指す。「汚」の部首がさんずいであることが由来である。

## 関連本
- 『さんずいづくし』- 別役実、白水社、2001年4月刊、ISBN 4-560-04936-X
  - 別役の、「さんずい」をめぐるエッセイ。「づくしシリーズ」の一冊。
- 『さんずいあそび』- 別役実、白水社、2006年10月刊、ISBN 4560027919
  - 「「濃」「渋」「涼」「漸」「汁」「泡」「酒」......「水」。さんずいの付いた60もの漢字を取り上げ、さんずい感覚で日本語を潤そうという、大胆かつユニークな大好評エッセイの第2弾です。」（アマゾンの、出版社からのコメントより）